# نو ده (مهر أباد)
نو ده (بالفارسية: نوده) هي قرية و مستوطنة تقع في إيران في قسم مهر أباد الريفي. يقدر عدد سكانها بـ 144 نسمة بحسب إحصاء 2016.